# منیرالسلطنه
منیره خانم ملقب به منیرالسلطنه همسر صیغه‌ای ناصرالدین‌شاه قاجار و مادر کامران میرزا نایب‌السلطنه بود. وی زنی نیکوکار بود و ثروت فراوان خود را وقف امور خیریه کرد. بعد از فوت برادرش امیرنظام با ارث به جا مانده از وی مدرسه‌ای را در گورستان مجاور بقعه امامزاده سید نصرالدین به نام مدرسه منیریه بنا و موقوفاتی از تهران و مازندران را برای هزینه‌های این مدرسه تعیین کرد. محله منیریه در تهران به نام او نام‌گذاری شده‌است.

## مشخصات و سرگذشت

#### ولادت، خانواده و ازدواج
نام پدرش را تقی خان معمارباشی آذربایجانی گزارش کرده‌اند که سازنده دارالفنون بوده‌است و ریاست بنای دیوان اعلی را نیز عهده‌دار بوده‌است. با وجود ارتباط و رفت و آمد محمدتقی خان در دربار قاجار، ناصرالدین شاه یکی از دخترانش را برا خود به عنوان همسر برگزید. بنابر گزارش‌ها، منیرالسلطنه،‌ همسر غیر دائم شاه بود و از این ازدواج، کامران میرزا بود که بسیار مورد توجه شاه قرار گرفت. این علاقه به حدی بود که آورده‌اند اگر مادر کامران میرزا،‌ دختری از معمارباشیان نمی‌بود، حتما به ولایتعهدی منصوب می‌شد. با این وجود، کامران میرزا نائب السلطنه بود.
بعد از مرگ مهدعلیا، برگزاری مراسم جشن سالروز ولادت فاطمه زهرا که توسط او در کاخ برگزار می‌شد،‌ به منیر السلطنه واگذار شد. منیرالسلطنه نیز این جشن را در منزلی به نام منیریه برگزار می‌کرد و در آن، علاوه بر حضور زنان حرمسرای ناصرالدین شاه،‌ همسر سفرا و هیئات خارجی نیز در کنار ناصرالدین شاه حضور داشتند.

#### سال‌های پایانی زندگی و مرگ
بعد از مرگ ناصرالدین شاه، مظفرالدین شاه دستور خروج همه زنان از حرم شاهی را صادر کرد؛ منیرالسلطنه نیز پیش از این دستور، منزلش را در سروستان تخلیه کرد و به منزل پسرش کامران میرزا در منطقه منیریه تهران رفت. با این وجود در ایام محرم در این منزل، مراسم روضه‌خوانی برگزار می‌شد. در تاریخ مرگش توضیحی در منابع داده نشده‌است و از زنده بودنش در دوره مظفری یاد شده‌است. او را پس از مرگش،‌ در ایوان حرم امام علی در نجف عراق دفن کردند.

## میراث، آثار و یادبودها
منیرالسلطنه،‌ موقوفات بسیاری را وقف می‌کرد. او را زنی نیکوکار توصیف کرده‌اند. بعد از مرگش، امیرنظام، یکی از برادرانش با ارثیه به جا مانده از او،‌مدرسه‌ای را به نام منیریه در مجاورت بقعه امامزاده سیدنصرالدین ساختند و موقوفاتی دیگر را برای هزینه‌های این مدرسه تعیین کردند. خود او نیز در دوران حیاتش، مسجدی را به نام مسجد منیریه در کنار همان بقعه ساخته بود. او برای امامززاده نصرالدین،‌ با صرف هزینه‌هایی، آیینه‌کاری،‌ساخت ضریح و گنبد را عهده دار شد. در مجموع، برای او چند زمین غیر مزروعی، کاروانسرا و هفتاد و سه باب مغازه به عنوان موقوفه جهت اداره مدرسه و مسجد منیره عنوان شده‌است. نام محله منیریه تهران، از نام او اقتباس شده‌است.